# Ханс Русенфелт
Ханс Русенфелт (на шведски: Hans Rosenfeldt), роден като Ханс Петерсон, е шведски сценарист, актьор, радиоговорител и писател, автор на бестселъри в жанра криминален трилър.

## Биография
Роден е в Бурос, Вестергьотланд, Швеция на 13 юли 1964 г. Като ученик приема фамилното име на майка си Русенфелт.
Израства много висок, като 14 години е с ръст 2,06 м. Спортува като баскетболист и за кратко е треньор по баскетбол. После работи като шофьор и учител, преди да реши да стане актьор в края на 80-те. Има малки телевизионни роли и работи с Гьотеборгския национален театър в продължение на пет години.
После работи като радиоговорител в продължение на повече от 10 години. В началото на 90-те започва да пише сценарии за телевизията. Автор е на текстове и сценарии на над 20 телевизионни сериала.
Първият му роман „Човекът, който не беше убиец“ в съавторство с Микаел Юрт от криминалната поредица „Себастиан Бергман“ е публикуван през 2011 г. Провинциалният младеж Рогер Ериксон е открит мъртъв в горското тресавище. Убийството се разследва от инспектор Торкел Хьоглунд, който среща стария си познат криминалния психолог и профайлър Себастиан Бергман, експерт по серийни убийци. Бергман е напуснал полицията след трагичната загуба на семейството си и сега прави собствено разследване, а включването му в разследването му дава достъп до полицейските досиета. Романът разчупва клишетата в жанра и става международен бестселър издаден в повече от 30 държави по света. Юрт и Русенфелт са сценаристи на едноименния минисериал с участието на Ролф Ласгард в главната роля.
Ханс Русенфелт живее със семейството си в Тебю.

## Произведения

### Серия „Себастиан Бергман“ (Sebastian Bergman) – с Микаел Юрт
1. Det fördolda (2011)
Човекът, който не беше убиец, изд.: ИК „Ера“, София (2015), прев. Юлия Чернева
2. Lärjungen (2012)
Жените, които го познаваха, изд.: ИК „Ера“, София (2015), прев. Юлия Чернева
3. Fjällgraven (2014)
Мъртвите, които не липсват на никого, изд.: ИК „Ера“, София (2016), прев. Стела Джелепова
4. Den stumma flickan (2014)
Момичето, което запази мълчание, изд.: ИК „Ера“, София (2017), прев. Стела Джелепова
5. De underkända (2015)
Хората, които не го заслужаваха, изд.: ИК „Ера“, София (2018), прев. Стела Джелепова
6. Die Opfer, die man bringt (2018)
Жертвите, които правим, ИК „Ера“, София (2019), прев. Стела Джелепова

### Серия „ Хана Вестер“ (Hannah Wester)
1. Vargasommar (2020)
Вълче лято, изд.: ИК „Емас“, София (2021), прев. Ева Кънева

### Екранизации
- 1994 – 2002 Rederiet – ТВ сериал, 172 епизода
- 1995 The Båttom Is Nådd – ТВ сериал, 2 епизода
- 1995 Jul i Kapernaum – ТВ сериал, 23 епизода
- 1995 – 1997 Radioskugga – ТВ сериал, 4 епизода
- 1994 – 1997 Tre kronor – ТВ сериал, 8 епизода
- 1997 Reine & Mimmi i fjällen! – сценарий
- 1998 Aspiranterna – ТВ сериал, 8 епизода
- 2000 Brott§våg – ТВ сериал, 1 епизод
- 2000 Hassel/Förgörarna – сценарий
- 2000 – 2001 Sjätte dagen – ТВ сериал, 3 епизода
- 2001 Reuter & Skoog – ТВ сериал, 4 епизода
- 2001 Kaspar i Nudådalen – ТВ сериал, 24 епизода
- 2001 Mirakelpojken – ТВ сериал
- 2002 Bella bland kryddor och kriminella – ТВ сериал, 6 епизода
- 2003 Järnvägshotellet – ТВ сериал, 3 епизода
- 2003 De drabbade – ТВ сериал, 12 епизода
- 2007 Pyramiden – ТВ филм
- 2007 En riktig jul – ТВ сериал, 24 епизода
- 2007 Draken – ТВ минисериал, 3 епизода
- 2008 Oskyldigt dömd – ТВ сериал, 1 епизод
- 2009 Wallander – ТВ сериал, 1 епизод
- 2009 183 dagar – ТВ сериал, 2 епизода
- 2009 Playa del Sol – ТВ сериал, 2 епизода
- 2010 – 2013 Den fördömde – ТВ сериал, 4 епизода
- 2013 – 2014 The Bridge – ТВ сериал, 26 епизода
- 2012 – 2015 Morden i Sandhamn – ТВ сериал, 12 епизода
- 2011 – 2018 Bron/Broen – ТВ сериал, 38 епизода
- 2016 – 2018 Marcella – ТВ сериал, 15 епизода
- 2018 Advokaten – ТВ сериал, 10 епизода